# Thrasymedes
Thrasymedes  (лат.) — род равнокрылых насекомых из семейства горбаток (Smiliinae, Membracidae).
Неотропика.
Пронотум простой, без надплечевых рогов и иных выступов. Передние крылья с разделёнными у основания жилками R, M и Cu, с одной поперечной жилкой m-cu и 1 жилкой s. Задние крылья с жилкой 1 r-m. Голени задней пары ног с 3 продольными рядами капюшоновидных сет (cucullate setae)
.

## Систематика
6 видов. Род включён в трибу Acutalini
- Thrasymedes dubia Fowler
- Thrasymedes flavomarginata Stål
- Thrasymedes mexicana Sakakibara, 1998
- Thrasymedes pallescens Stål
- Thrasymedes variata Fowler
- Thrasymedes walkeri Metcalf & Wade, 1965